# شركة الصرف الصحي بالإسكندرية
شركة الصرف الصحي بالإسكندرية هي شركة مساهمة حكومية مصرية، أنشأت بقرار رئيس جمهورية مصر العربية رقم 135 لسنة 2004 كشركة تابعة للشركة القابضة لمياه الشرب والصرف الصحي، التابعة لوزارة الإسكان والمرافق والمجتمعات العمرانية، وتعمل الشركة في تجميع ومعالجة والتخلص الآمن من مياه الصرف الصحي. في نطاق محافظة الإسكندرية.

## وصلات خارجية
- الموقع الرسمي للشركة.
- الصفحة الرسمية للشركة على موقع فيس بوك.